# Tejbz
Tobias "Tejbz" Öjerfalk, född 5 maj 1988, är en svensk gamer och underhållare som använder sig av både Twitch och YouTube för att nå ut till sina tittare. Tobias Öjerfalk var en av de första och största svenska youtubare som slog igenom.

## Bakgrund
Öjerfalk växte upp i Boden och diagnostiserades som ung med Crohns sjukdom. Det medförde att han inte kunde vara lika fysiskt aktiv och att han sökte sig till datorspel. År 2009 hade han gått sitt första år på radioproducentutbildningen i Piteå, genom Luleå tekniska universitet. Han hade börjat se andra på Youtube som filmade när de kommenterade och spelade datorspel och kände att han skulle kunna göra samma sak. Därför lånade han hem en mikrofon från skolan och testade att spela in sig själv.

## Karriär
Tejbz blev en pionjär för svenskar på Youtube. Långt innan Pewdiepie blev ett namn nådde han stor publik i sin genre och växte snabbt upp som Sveriges största youtubare och gamer. Efter det första klippet 2009 växte kanalen snabbt. Bara månader efter starten kunde han få hundratusentals visningar på klippen och den, på den tiden, dominerande och ansedda kanalen Machinima återpublicerade hans klipp samma år, vilket ledde till ytterligare genomslag. Öjerfalk la i slutet på 2009 också till hälsningsfrasen "to tha face", sagt i falsett, i början av sina klipp. I takt med att kanalen växte började Öjerfalk allt mer prata om andra ämnen än spelande vilket gjorde att hans popularitet växte än mer. Ett år senare, 2010, hade han nästan 250 000 följare. Samma år släppte han sin första musikvideo, "To tha face", som hamnade etta på Itunes-toppen och kom att bli ett av hans mest tittade videoklipp, med över tre miljoner visningar. Videon ökade ytterligare hans stjärnstatus världen över och sonen till en Hollywoodproducent föreslog att Tejbz skulle få en roll i Nicolas Cage nya film. Tejbz flögs in och fick vara med och säga några repliker i Ghost rider.
Två år efter starten hade Tejbz 359 030 prenumeranter på YouTube, 141 517 fans på Facebook och 54 408 följare på Twitter.
Hans kanal blev den första svenska att passera en halv miljon prenumeranter på Youtube och rankades under 2012 som en av världens 250 största Youtubekanaler.
År 2013 blev han grunden i det stall av youtubarstjärnor som Splay, senare Splayone, etablerade.
Tejbz fick allt svårare att hävda sig i den internationella konkurrensen, inte minst när Pewdiepie växte snabbt. År 2016 lämnade han Splay och gick till TV4:s nystartade nätverk ENT.
År 2019 var han fortfarande aktiv, men levde inte längre på sina youtubeintäkter.

## Kuriosa
Öjerfalk menar att han var den som inspirerade Felix Kjellbergs namn, "Pewdiepie". Kjellberg tittade och kommenterade på Öjerfalks klipp precis när han startade sin kanal, men när Öjerfalk ville göra ett samarbete och spela in en video tillsammans, 2013, behövde Öjerfalk betala för Kjellbergs medverkan.